# Jochen Aldinger
Jochen "Jo" Aldinger (* 6. Februar 1973 in Stuttgart) ist ein deutscher Pianist, Hammondorganist und Komponist.

## Werdegang und Wirken
Aldinger begann mit sechs Jahren Klavier zu spielen. Nach Umwegen über ein Mathematik- und Informatikstudium studierte er ab 1996 Jazz-Piano und Komposition, später zusätzlich Hammondorgel. Zunächst am Berklee College of Music in Boston, anschließend an der Hochschule für Musik „Carl Maria von Weber“ in Dresden und schließlich in Essen an der Folkwang Hochschule der Künste, wo er 2003 sein Diplom als Jazzpianist erhielt. (Er ist zudem Träger des ersten deutschen Hammondorgel-Diploms.) Seitdem ist er als freischaffender Musiker tätig.
In den Folgejahren gründete er das Hammondorgeltrio Jo Aldingers Downbeatclub mit dem Gitarristen Konni Behrendt und dem Schlagzeuger Claas Lausen, das Liedduo Goetheallee mit Sängerin Lena Sundermeyer, die kammermusikalische Jazzformation aldimenz mit Saxophonist Robert Menzel und spielte als Sideman im Richard Ebert Quartett, dem matovtrio in der Lena Sundermeyer Band u.v.a. Konzertreisen führten ihn durch ganz Europa u. a. nach Paris und London. 2012 gründete er mit dem New Yorker Gitarristen Oscar Peñas die Kunstplattform art.room, später die Kunst.Raum.Konzerte.
Seit 2004 ist er als Dozent für Klavier, Komposition, Korrepetition und Musiktheorie/Gehörbildung an der Hochschule für Musik „Carl Maria von Weber“ in Dresden aktiv. 2010 ist er Mitglied der Facharbeitsgruppe Musik des Kulturrathauses Dresden.

## Diskografie
- Jo Aldingers Downbeatclub Happy Planet (recordjet, 2023)
- Richard Ebert Quartett Initiation
- Matovsgarax Zappelitos Bathroom Dance Event (Hey!Blau Records)
- Jo Aldingers Downbeatclub Turkey (RJA-007, recordjet, 2018)[3]
- Jo Aldingers Downbeatclub Kino (TZ-267, Timezone, 2014)
- Lena Sundermeyer Band Hymn for the Unknown (Phonector, 2013)
- Jo Aldingers Downbeatclub Out Of Town (ARO-01, 2012)
- Goetheallee (ARO-02, 2012)
- Aldimenz Multiple Aldimenz (JazzHausMusik JHM-159, 2007)